# Canale di Fiumera Piccola
Il canale di Fiumera Piccola, chiamato anche canale o stretto di Masliniza (in croato Novsko ždrilo o Masleničko ždrilo), è il braccio di mare che collega il canale della Morlacca al mare di Novegradi, nella Dalmazia settentrionale, in Croazia. Il canale, che si trova a est della città di Zara, segna il confine tra il comune di Possedaria (Posedarje) e quello di Giassenizza (Jasenice).

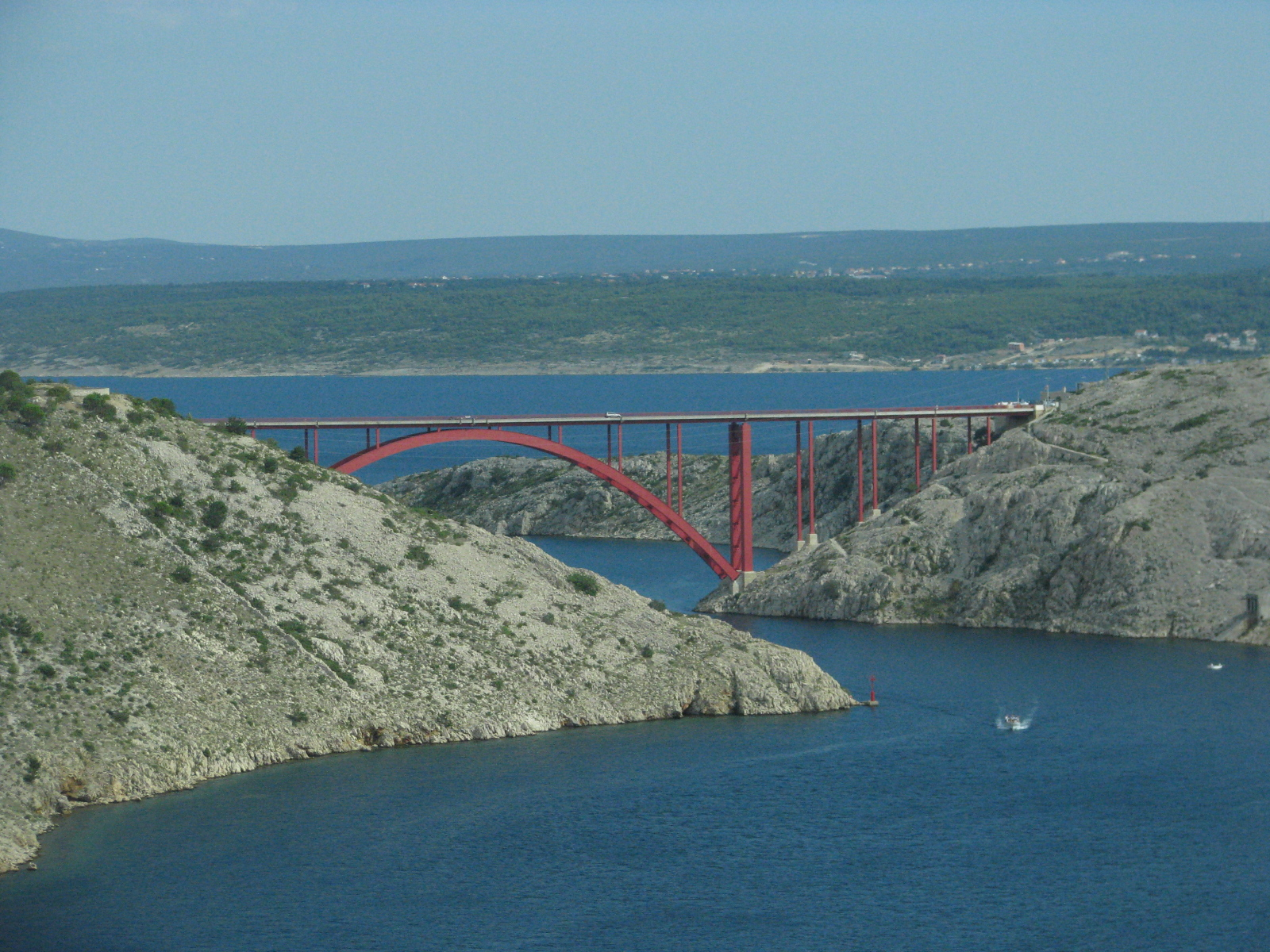
Lo sbocco del canale di Fiumera Piccola nel mare di Novegradi, con il ricostruito ponte di Maslenizza.

## Geografia
Alla fine del canale della Morlacca, i due piccoli fari di punta dei Ballerini (rt Baljenica) e punta Corotassizza (rt Korotanja) segnano l'ingresso dello stretto canale di Fiumera Piccola che conduce al mare di Novegradi. Altri due segnali luminosi si trovano lungo il canale  (rt Vranine e Brzac) prima di quello di punta Sdriaz o Sadrillo (rt Ždrijac) che segna lo sbocco del canale davanti al villaggio di Maslenizza (Maslenica). 
Il canale di Fiumara Piccola misura 4 km di lunghezza, la sua ampiezza varia tra i 140 e i 300 m circa, la sua profondità massima è di 30 m.

## I ponti

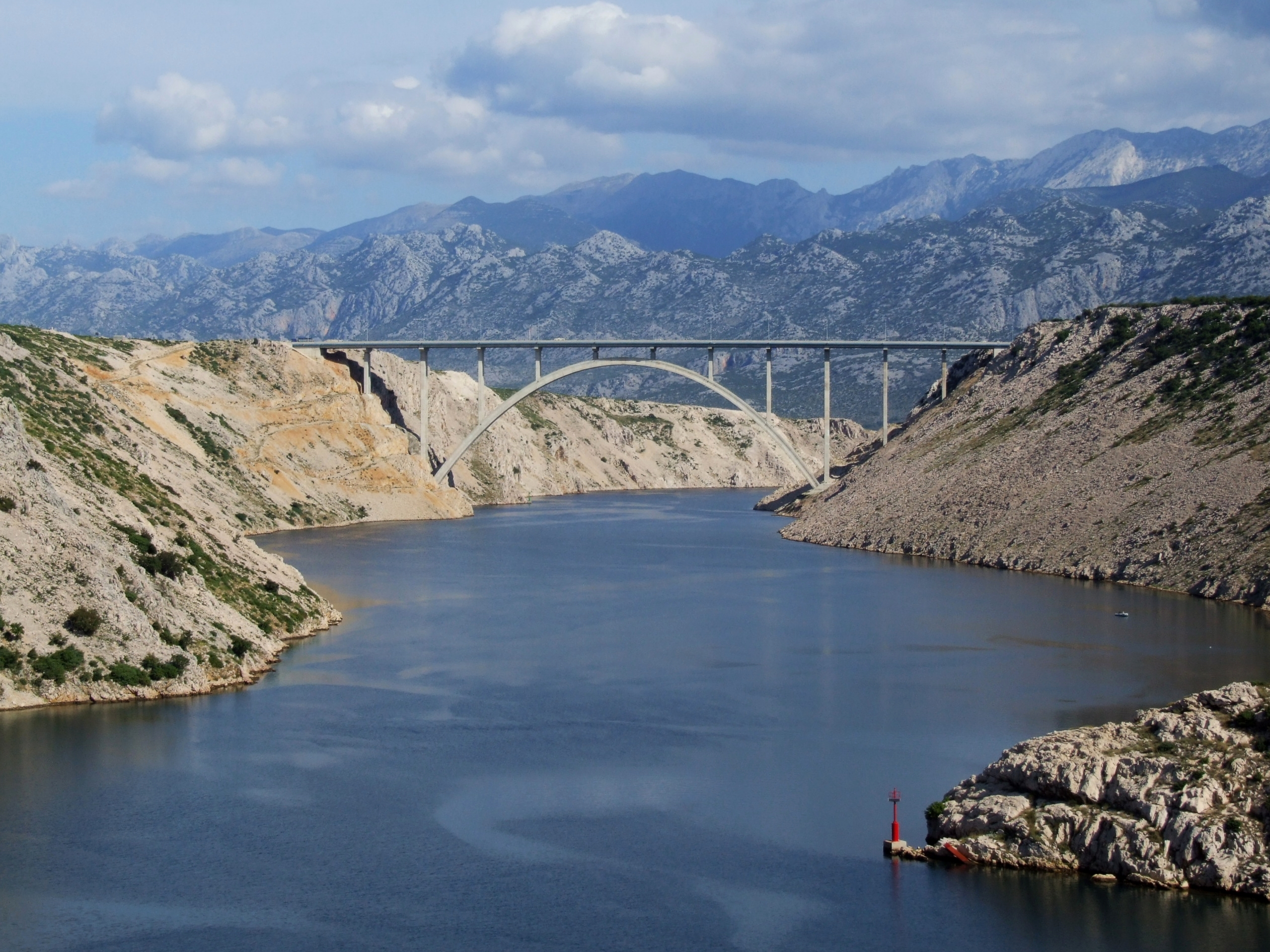
Il ponte dell'autostrada A1 sul canale di Fiumera Piccola (a destra il faro di punta Brzac).

Il canale è attraversato da due grandi ponti:
- il "vecchio" ponte di Maslenizza (Maslenički most o stari Maslenički most, per distinguerlo dal "nuovo" ponte in cemento che si trova 1,5 km circa più a nord) si trova sulla strada statale 8; è un ponte d'acciaio lungo la strada adriatica, non lontano dall'insediamento di Maslenizza. La sua lunghezza è di 315 m, è alto 55 m s.l.m e ha una campata di 155 m. Il ponte originario, inaugurato nel gennaio del 1961, fu distrutto il 21 novembre 1991 durante la guerra. È stato ricostruito e inaugurato nel 2005 in dimensioni leggermente più grandi di quello precedente[16][17];
- il "nuovo" ponte di Maslenizza (Maslenički most o novi Maslenički most), inaugurato nel 1997, è un ponte di cemento armato sull'autostrada A1. Il ponte ha una lunghezza totale di 377,6 m, la larghezza è di 20,4 m e la sua campata è di 200 metri[18].

### Cartografia
- (HR) Mappa topografica della Croazia 1:25000, su preglednik.arkod.hr. URL consultato il 10 luglio 2017.
- Carta di cabottaggio del mare Adriatico, foglio VII, Milano, Istituto geografico militare, 1822-1824. URL consultato il 10 luglio 2017 (archiviato dall'url originale il 13 aprile 2013).